# Яковенко, Василий Никифорович
Василий Никифорович Яковенко (25 октября 1930, Сумская область, Украинская ССР, СССР — 12 декабря 2010, Алматы, Казахстан) — советский и казахский оперный певец (лирический и драматический тенор). Народный артист Казахской ССР (1976). Лауреат Государственной премии Казахской ССР (1972).

## Биография
Родился 25 октября 1930 года в Сумской области.
В 1950 г. окончил Харьковское музыкальное училище имени Б. Н. Лятошинского.
В 1964 г. окончил вокальный факультет Московской государственной консерватории имени П. И. Чайковского.
С 1964 по 1996 гг. солист Казахского театра оперы и балета имени Абая

## Творчество
Исполнял партии как драматического, так и лирического плана, среди них — Ленский, Герман, Самозванец, Князь, Хозе, Дон Карлос, Канио; Каварадосси, Пинкертон; Эней («Дидона и Эней» Перселла), Ленька («В бурю»), Александр Ульянов («Братья Ульяновы» Мейтуса), Василий Клочков («Двадцать восемь» Жубановой). Выступал в концертах.

## Гастроли
Гастроли Россия, Болгария, Финляндия, Швейцария, Венгрия, Германия, Франция, Турция, Кыргызстан, Украина и др.

## Награды и звания
- 1972 — Государственная премия Казахской ССР
- 1976 — Присвоено почетное звание «Народный артист Казахской ССР» (за заслуги в области казахского и советского театрального искусства)
- Награждён орденами «Трудового Красного Знамени» и «Дружбы народов».